# Iván Smirnov
Iván Nikítich Smirnov (en ruso: Иван Никитич Смирнов; 1881 - 25 de agosto de 1936) fue un líder comunista ruso, considerado viejo bolchevique por su afiliación partidaria previa a la Revolución de 1917. 

## Vida previa y en la Unión Soviética
En 1899, Smirnov se unió al Partido Obrero Socialdemócrata de Rusia y realizó actividades en Moscú, San Petersburgo, Rostov, Járkov y Tomsk, por lo cual fue arrestado varias veces por la policía zarista. En 1916, durante la Primera Guerra Mundial, Smirnov fue llamado a prestar servicio militar en un regimiento acantonado en Tomsk, donde realizó activa propaganda bolchevique, siendo al año siguiente uno de los líderes del soviet de Tomsk. 
A partir de la Guerra Civil Rusa empezó a destacar dentro de los rangos partidarios, siendo parte del Consejo Revolucionario Militar del frente oriental en Siberia, desde agosto de 1918 hasta mayo de 1920. Ascendiendo en su carrera, a partir de 1920 Smirnov entró al Comité Central del Partido Comunista de la Unión Soviética y lideraba el aparato del partido en Siberia, dirigiendo masacres de campesinos hostiles al nuevo régimen en las Montes Altái y en la región de Tiumén, gracias a sus cercanos contactos con la Cheka (antecesora de la NKVD), organizando también en 1921 la captura del general zarista ruso Román Ungern von Sternberg en Mongolia. Tras estas actividades Smirnov fue integrado al comité del partido en Leningrado y allí se hizo uno de los principales asistentes de Grigori Zinóviev, participando en ejecuciones masivas y deportaciones de la ciudad contra opositores al régimen y "enemigos del pueblo".

## Disidencia y muerte

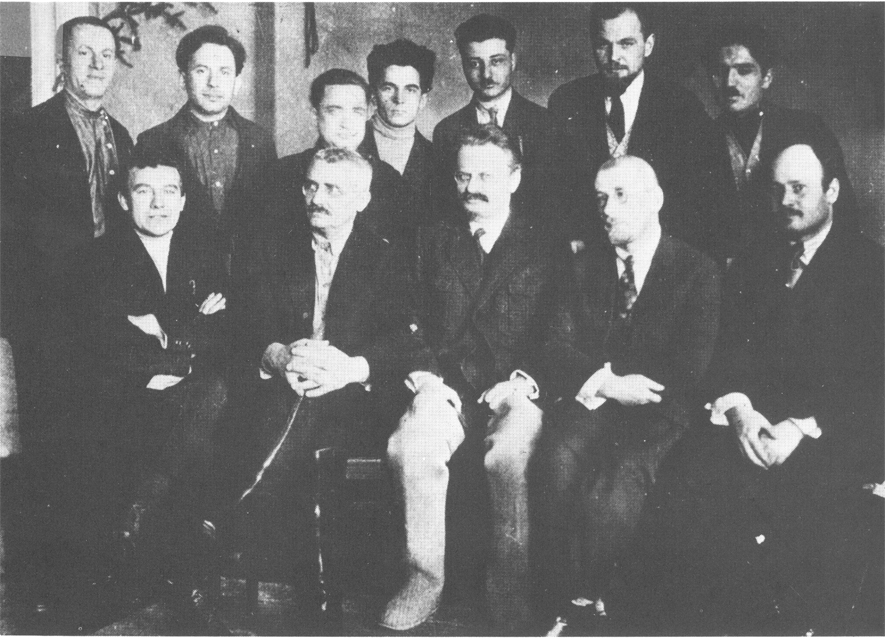
Líderes de la oposición de izquierda. Iván Smirnov, sentado 2º por la izda., seguido por Lev Trotski (en el centro). 1927

Desde 1923, Smirnov se hizo un importante miembro de la oposición de izquierda, siendo que en 1923 y en 1926 firmó respectivamente declaraciones de oposición al Comité Central del Partido Comunista de la Unión Soviética (la "Declaración de los 46" y la "Declaración de los ochenta y tres"), apoyando la doctrina de León Trotski; tales actos afectarían seriamente su carrera ascendente en el partido y comprometerían seriamente su vida años después. 
Más aún, tras la muerte de Lenin en 1924, Smirnov insistió públicamente en que Stalin fuese destituido de su puesto de secretario general, por lo cual en noviembre de 1927, al aumentar el poder de Stalin, Smirnov fue expulsado de su cargo como comisario del pueblo y quedó expulsado del partido un mes después. El 31 de diciembre del mismo año, Smirnov fue sentenciado a tres años de destierro en la RSS de Armenia de acuerdo con el Artículo 58. 
En 1928, Zinóviev había plegado sus posiciones en el Partido a las de Stalin, abandonando toda oposición, lo cual fue seguido por sus protegidos y subordinados como Smirnov, quien en octubre de 1929 proclamó también su "ruptura con Trotski". Gracias a ello Smirnov fue readmitido como miembro del partido en mayo de 1930, siendo destinado a puestos administrativos de nivel medio en la ciudad de Sarátov y en Moscú. 
No obstante, Stalin no había olvidado la oposición tenaz contra él que había sido practicada por Smirnov al lado de Zinóviev en la década pasada. De hecho, el mismo Grigori Zinóviev había sido expulsado del Partido en octubre de 1932, y así el 14 de enero de 1933 Smirnov fue también expulsado nuevamente del Partido Comunista de la Unión Soviética, siendo arrestado de inmediato y condenado a cinco años de trabajos forzados, como parte del debilitamiento de la oposición a Stalin.
Aún encarcelado en Siberia, Smirnov fue repentinamente llevado a Moscú y procesado por los tribunales estalinistas en el Primer juicio de Moscú, durante la Gran Purga. Fue incluido en el grupo de acusados junto con Zinóviev y Lev Kámenev, por haber creado un presunto «Centro Terrorista Trotski-Zinóviev». Smirnov fue condenado a muerte el 24 de agosto de 1936, en Moscú, y ejecutado al día siguiente. En 1937, su esposa y su hija también fueron arrestadas, procesadas, y ejecutadas.
Iván Smirnov fue finalmente rehabilitado en 1988, en la época de la perestroika.